# Онсу
41°16′21″ пн. ш. 80°14′24″ сх. д. / 41.27257° пн. ш. 80.24011° сх. д.
Онсу (кит. 温宿县, пін. Wēnsù Xiàn) — один із повітів КНР у складі префектури Аксу, СУАР. Адміністративний центр — містечко Онсу.

## Географія
Онсу у середньому розташовується на висоті близько 1130 метрів над рівнем моря. Повіт лежить в західному Тянь-Шані і його передгір'ях.

### Клімат
Повіт знаходиться у зоні, котра характеризується кліматом пустель помірного поясу. Найтепліший місяць — липень із середньою температурою 24,4 °C. Найхолодніший місяць — січень, із середньою температурою -7,3 °С..
| Клімат повіту Онсу                                 | Клімат повіту Онсу | Клімат повіту Онсу | Клімат повіту Онсу | Клімат повіту Онсу | Клімат повіту Онсу | Клімат повіту Онсу | Клімат повіту Онсу | Клімат повіту Онсу | Клімат повіту Онсу | Клімат повіту Онсу | Клімат повіту Онсу | Клімат повіту Онсу | Клімат повіту Онсу |
| Показник                                           | Січ.               | Лют.               | Бер.               | Квіт.              | Трав.              | Черв.              | Лип.               | Серп.              | Вер.               | Жовт.              | Лист.              | Груд.              | Рік                |
| Середній максимум, °C                              | −1                 | 5,3                | 14,2               | 22,4               | 26,8               | 29,9               | 31,3               | 30,2               | 26,2               | 19,4               | 9,8                | 0,8                | 17,9               |
| Середня температура, °C                            | −7,3               | −1,1               | 8                  | 15,8               | 20,2               | 23,1               | 24,4               | 23,2               | 18,9               | 11,7               | 2,9                | −4,9               | 11,2               |
| Середній мінімум, °C                               | −12,5              | −6,8               | 1,7                | 9,3                | 13,9               | 16,7               | 18                 | 16,8               | 12,3               | 4,9                | −2,3               | −9,1               | 5,2                |
| Норма опадів, мм                                   | 1.8                | 3.2                | 4                  | 5.4                | 9.6                | 19.6               | 15.7               | 15.9               | 12.6               | 4.4                | 2.5                | 3.4                | 98.1               |
| Вологість повітря, %                               | 68                 | 59                 | 44                 | 37                 | 41                 | 48                 | 52                 | 56                 | 57                 | 57                 | 64                 | 72                 | 55                 |
| -------------------------------------------------- | ------------------ | ------------------ | ------------------ | ------------------ | ------------------ | ------------------ | ------------------ | ------------------ | ------------------ | ------------------ | ------------------ | ------------------ | ------------------ |
| Джерело: Дані метеостанції №51629 (КНР, 1991-2020) |                    |                    |                    |                    |                    |                    |                    |                    |                    |                    |                    |                    |                    |